# Cathédrale Saint-Théodore-Ouchakov de Saransk
La cathédrale Saint-Théodore-Ouchakov (en russe : Кафедральный собор святого праведного воина Феодора Ушакова) est la cathédrale diocésaine orthodoxe de l'éparchie de Saransk et le siège métropolitain de Mordovie. Elle se trouve à Saransk, capitale de la Mordovie (fédération de Russie) sur la place de la cathédrale.

## Histoire

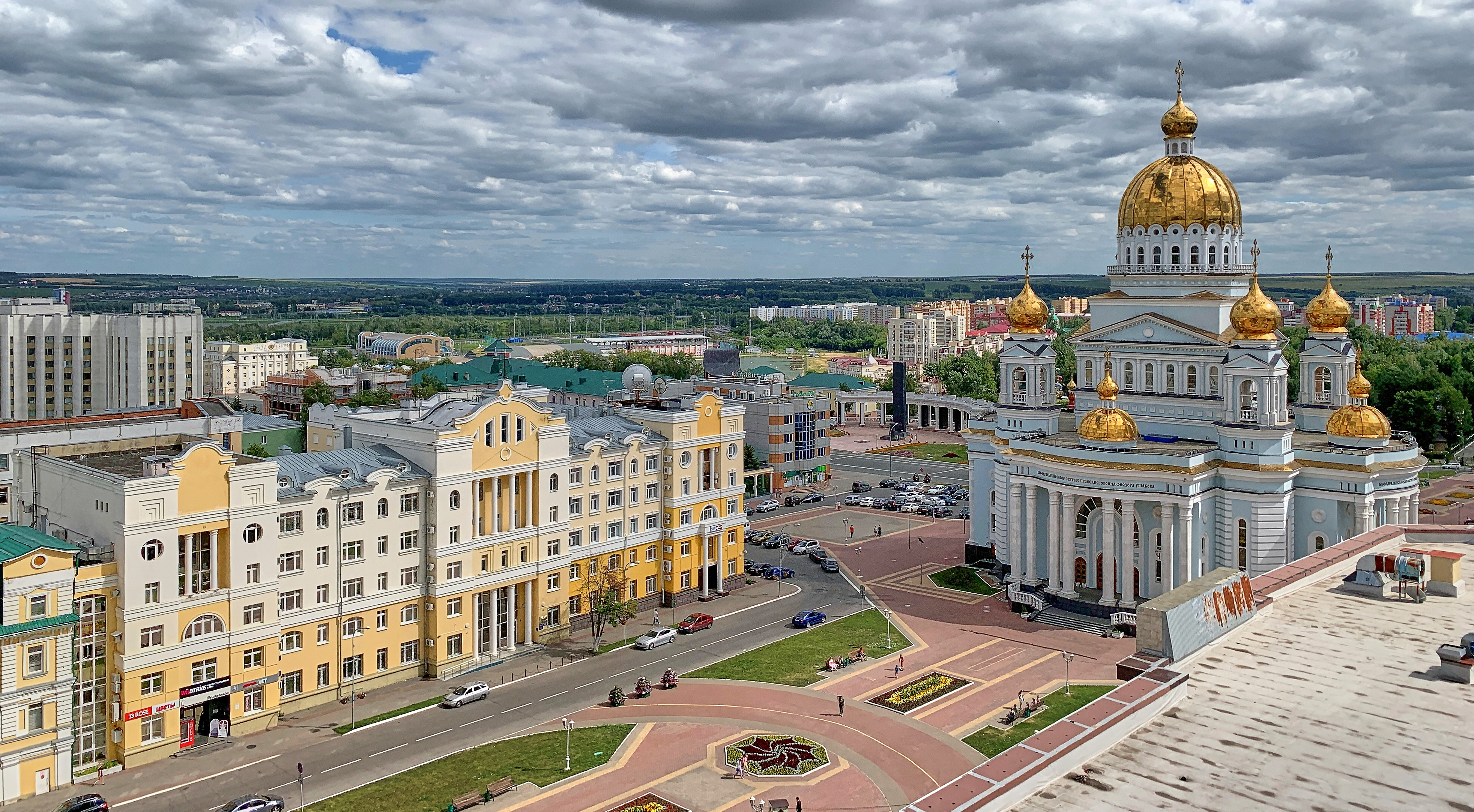
Place de la Cathédrale.

En 1991, le Très Saint-Synode de l'Église orthodoxe russe érige la nouvelle éparchie (diocèse chez les orthodoxes) de Saransk à partir du territoire de l'éparchie de Penza. C'est l'église Saint-Jean-l'Évangéliste qui est choisie comme la nouvelle cathédrale diocésaine ; mais bientôt elle devient trop étroite pour remplir ses nouvelles fonctions. L'archevêque de Saransk, Barsanuphe (Soudakov), se tourne alors vers les autorités de la république de Mordovie pour leur demander l'autorisation de faire ériger une nouvelle cathédrale. Après la canonisation de l'amiral Ouchakov en 2001, celui-ci est choisi comme saint protecteur de la future cathédrale. Les autorités municipales donnent leur accord pour la faire bâtir sur la place au croisement de la rue Soviétique (ancienne rue du Bazar) et de la rue Bolchévique (ancienne rue Saint-Élie),. La première pierre est bénie le 8 mai 2002 et l'on fait appel à des soutiens privés. L'édifice est terminé en 2006. La cathédrale est consacrée le 6 août 2006 par le patriarche de Moscou et de toutes les Russies, Alexis II.

## Architecture

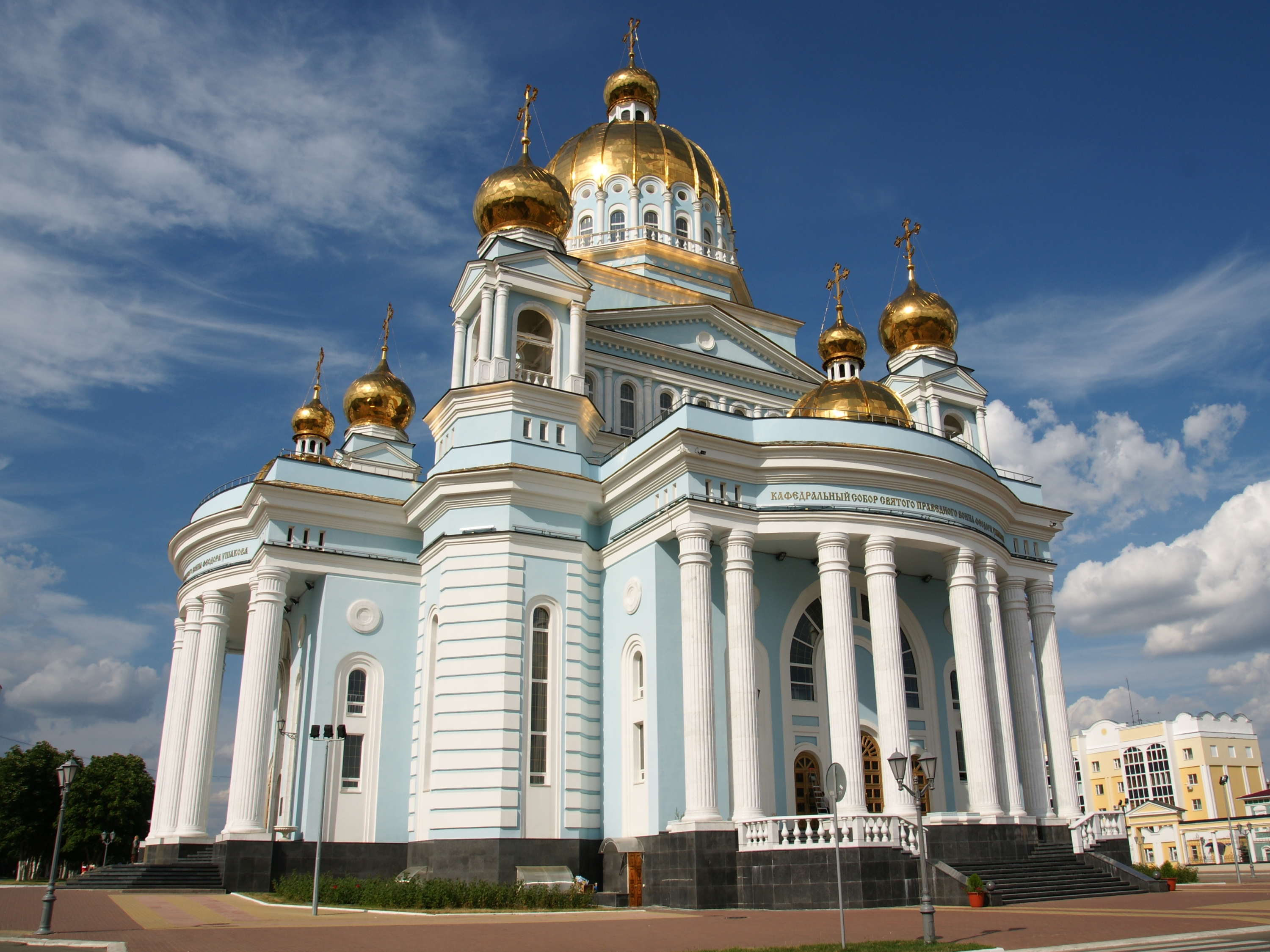
Vue de la cathédrale.

La cathédrale est construite en style Empire russe, inspiré donc du néoclassicisme, avec une coupole néobyzantine. La hauteur de la coupole principale avec sa croix est de 62 mètres. Les douze cloches sont fondues selon la technique traditionnelle à Toutaïev et installées dans quatre clochers.
L'iconostase en bois doré se partage en trois autels, le principal étant consacré à saint Théodore Ouchakov (patron secondaire de la marine russe), l'autel droit à saint Séraphin de Sarov, et le gauche aux saints martyrs de Mordovie.

### Monuments
Un monument en l'honneur de saint Théodore Ouchakov est érigé sur la place de la Cathédrale devant la cathédrale en 2006. L'auteur du monument de bronze est le sculpteur de Mordovie, N. Filatov, et l'architecte, S. Khodniev. Le monument mesure 4 mètres de hauteur sans son piédestal de granite. L'amiral tient une longue-vue de la main droite et le pommeau de son épée de la main gauche. Il est vêtu de son uniforme d'amiral et chaussé de hautes bottes lui couvrant les genoux. Ses décorations ornent sa poitrine.
Derrière la cathédrale, il y a aussi une statue du patriarche Nikon, à gauche une chapelle dédiée à saint Alexandre Nevsky et un monument aux morts de la Première Guerre mondiale, et à droite un monument intitulé La Famille.